# Susanne Linssen
Susanne Linssen (3 oktober 1977) is een Nederlands muzikante en journaliste.

## Biografie
Linssen werd geboren op 3 oktober 1977. Ze studeerde psychologie aan de Universiteit van Amsterdam. Tijdens haar studietijd speelden ze in het studentenorkest van de UvA. In 1996 trad ze als violiste toe tot de band Seedling, nadat zij had gereageerd op een advertentie waarin de band vroeg om een tweede gitarist. Later nam ze, geïnspireerd door Tracy Bonham, ook zangpartijen bij de band voor haar rekening. In het tweede jaar van haar studie raadde een kennis haar aan vioollessen te volgen aan het Conservatorium van Amsterdam. Door zich daar in te schrijven als tweede studie, zou ze deze gratis kunnen volgen. Ze werd aangenomen en volgde hier uiteindelijk 3 jaar lessen.
In 1999 bracht zij met Seedling de goed ontvangen ep Sham pain uit, gevolgd door het album Elevator tourist in 2001. Hetzelfde jaar speelde zij met de band op Lowlands. Daarnaast had de band in Engeland radio-optredens bij John Peel. In 2001 nam Linssen solo onder de naam Jailer deel aan een singer-songwriterconcours. In 2003 liep ze, in het kader van haar studie psychologie, stage bij het televisieprogramma Vrije geluiden van de VPRO. Hoewel de stage weinig raakvlakken had met psychologie, sprak het werk haar aan en na haar afstuderen dat jaar volgde ze een masteropleiding journalistiek en media. Hetzelfde jaar bracht Seedling haar tweede album Let's play boys and girls uit. Toen dit album niet de grote doorbraak bleek, zette de band er een punt achter.
In 2006 studeerde Linssen af en kreeg ze een baan als onderzoeksjournaliste bij het wetenschappelijke programma Labyrint. Hetzelfde jaar trad ze toe tot de band Hospital Bombers, dat op zijn beurt weer een voortzetting was van Norma Jean. Met Hospital Bombers bracht ze eind 2007 het album Footnotes uit bij Excelsior Recordings. Hierna was zij ook regelmatig als gastmuzikante te horen op andere albums van Excelsior Recordings, waaronder i really should whisper van awkward i in 2009 en DreamMaps van The Heights in 2010. In 2010 begon zij ook solo op te treden, onder de naam Easter Parade. Live liet zij zich hiermee bijstaan door gitarist Maarten Kooijman, die daarvoor in Johan speelde. In 2012 bracht Hospital Bombers haar tweede album At Budokan uit.
Na het verschijnen van At Budokan wilde Linssen zich weer richten op haar eigen composities. Ze zette hiervoor haar alter ego Eastern Parade opzij en besloot voor dit doel een nieuwe band op te richten. Band of Beginners bestond naast Linssen uit Marit de Loos, voorheen drumster van Caesar, Geert de Groot, bassist van onder meer Scram C Baby en Claw Boys Claw en Maarten Kooijman. De band begon in 2014 met optreden. In september van dat jaar bracht de band haar debuutalbum September sunburn uit.

## Discografie

### MetSeedling
| Album met eventuele hitnotering(en) in de Nederlandse Album Top 100 | Datum van verschijnen | Datum van binnenkomst | Hoogste positie | Aantal weken | Opmerkingen |
| ------------------------------------------------------------------- | --------------------- | --------------------- | --------------- | ------------ | ----------- |
| Elevator tourist                                                    | 2001                  | -                     |                 |              |             |
| Let's play boys and girls                                           | 2003                  |                       |                 |              |             |

### MetHospital Bombers
| Album met eventuele hitnotering(en) in de Nederlandse Album Top 100 | Datum van verschijnen | Datum van binnenkomst | Hoogste positie | Aantal weken | Opmerkingen |
| ------------------------------------------------------------------- | --------------------- | --------------------- | --------------- | ------------ | ----------- |
| Footnotes                                                           | 10-12-2007            | -                     |                 |              |             |
| At Budokan                                                          | 2012                  | 21-01-2012            | 71              | 2            |             |

### MetBand of Beginners
| Album met eventuele hitnotering(en) in de Nederlandse Album Top 100 | Datum van verschijnen | Datum van binnenkomst | Hoogste positie | Aantal weken | Opmerkingen |
| ------------------------------------------------------------------- | --------------------- | --------------------- | --------------- | ------------ | ----------- |
| September sunburn                                                   | 4-9-2014              |                       |                 |              |             |

### Gastbijdragen
- 2009 - i really should whisper van awkward i
- 2010 - DreamMaps van The Heights